# دانشگاه لتونی
دانشگاه لتونی (لتونیایی: Latvijas Universitāte) دانشگاه دولتی مستقر در شهر ریگا، لتونی است، که در سال ۱۹۱۹ تأسیس شد.